# Yousra Souidi
Yousra Souidi, née le 16 août 2000, est une joueuse franco-marocaine de volley-ball évoluant au poste de libero.

## Carrière
Elle évolue en club au Volley-Ball Romans de 2017 à 2018 et au Terville Florange Olympique Club depuis 2018.
Elle dispute le Championnat d'Europe féminin de volley-ball des moins de 19 ans en 2018 avec l'équipe de France.
Elle remporte la médaille de bronze des Jeux africains de 2019 avec l'équipe du Maroc féminine de volley-ball.
Elle dispute le Championnat d'Afrique féminin de volley-ball 2021, terminant à la 3e place ; elle remporte le prix de la meilleure libero à l'issue de la compétition.